# Corydalis tauricola
Corydalis tauricola là một loài thực vật có hoa trong họ Anh túc. Loài này được (Cullen & P.H.Davis) Lidén mô tả khoa học đầu tiên năm 1988 publ. 1989.